# 2009 BIGSHOW Live Album
"2009 BIGSHOW Live Album"은 대한민국의 음악 그룹 빅뱅의 세 번째 라이브 음반이다. 2009년 1월 30일부터 2월 1일까지 3일간 서울 올림픽공원 체조경기장에서 열린 빅뱅의 여섯 번째 단독콘서트의 공연 실황이 수록 되었다. 또한, 콘서트 뒷 이야기를 담은 메이킹 스토리 북 '쇼, 어나더 빅 쇼'(Show, another Big Show)가 함께 발매되었다. 총 8장으로 구성 된 스토리 북은 콘서트 미션 영상과 드라마 "베토벤 바이러스"를 패러디한 "빅뱅 바이러스' 촬영 현장 사진을 비롯해 콘서트 연습 과정과 리허설, 무대의상 소개까지 BIGSHOW의 모든 것을 담아냈다.

## 트랙 리스트
| #   | 제목                          | 재생 시간 |
| --- | ----------------------------- | --------- |
| 1.  | 〈하루하루 (Orchestra Ver.)〉 | 4:36      |
| 2.  | 〈천국 (Orchestra Ver.)〉     | 3:56      |
| 3.  | 〈Strong Baby〉               | 4:09      |
| 4.  | 〈Number 1〉                  | 3:18      |
| 5.  | 〈Stylish (The FILA)〉        | 3:16      |
| 6.  | 〈나만 바라봐 (Remix)〉       | 5:09      |
| 7.  | 〈아무렇지 않은 척 (Remix)〉  | 5:45      |
| 8.  | 〈Lady〉                      | 2:55      |
| 9.  | 〈Wonderful〉                 | 3:36      |
| 10. | 〈착한사람〉                  | 3:27      |
| 11. | 〈Make Love〉                 | 3:43      |
| 12. | 〈오,아,오〉                  | 4:12      |
| 13. | 〈마지막 인사 (Remix)〉       | 3:27      |
| 14. | 〈붉은노을〉                  | 4:19      |
| 15. | 〈Oh My Friend〉              | 4:18      |
| 16. | 〈거짓말 (Remix)〉            | 5:24      |

## 같이 보기
- BIG SHOW 2009